# Ferrán Terra
Pour les articles homonymes, voir Terra.
Ferrán Terra Navarro, né le 10 mars 1987 à Mataró, est un skieur alpin espagnol. Ses disciplines de prédilection sont la descente et le super G.

## Biographie
Membre du club de ski de Puigcerdà, il fait ses débuts internationaux en 2002 et dans la Coupe du monde en 2007 à Sölden. Il y prend vingt fois le départ et termine au mieux 34e en 2010 à Beaver Creek en super G.
Terra prend part à deux éditions des Jeux olympiques en 2010 à Vancouver, où il finit notamment 27e du super G et en 2014 à Sotchi.
Dans les Championnats du monde, il compte deux top trente : 28e de la descente en 2009 à Val d'Isère et seizième du super combiné en 2011 à Garmisch-Partenkirchen.
Dans la Coupe d'Europe, il se classe cinq fois dans les dix premiers, dont septième à trois reprises.
Il se retire du ski alpin en 2014 et se redirige vers le skicross.
Il devient par la suite entraîneur de l'équipe nationale chilienne de ski alpin

## Palmarès

### Jeux olympiques d'hiver
| Épreuve / Édition | Vancouver 2010 | Sotchi 2014 |
| Descente          | 44e            | 34e         |
| Super G           | 27e            | Disqualifié |
| Slalom géant      | Abandon        | Abandon     |
| Super combiné     | Abandon        | 25e         |
| Slalom            | -              | -           |

### Championnats du monde
| Épreuve / Édition | Åre 2007 | Val d'Isère 2009 | Garmisch-Partenkirchen 2011 | Schladming 2013 |
| Descente          | –        | 28e              | 32e                         | Abandon         |
| Super G           | -        | -                | Abandon                     | Abandon         |
| Slalom géant      | 33e      | 33e              | Abandon                     | -               |
| Super combiné     | –        | Abandon          | 16e                         | Disqualifié     |

### Coupe du monde
- Meilleur résultat : 34e.

### Championnats d'Espagne
- 2 fois champion en super G : 2011 et 2013.
- 3 fois champion de slalom géant : 2007, 2009 et 2011.
- 1 fois champion en slalom : 2009.